# Valmestroff
Valmestroff – miejscowość i gmina we Francji, w regionie Grand Est, w departamencie Mozela.
Według danych na rok 1990 gminę zamieszkiwało 231 osób, a gęstość zaludnienia wynosiła 61 osób/km² (wśród 2335 gmin Lotaryngii Valmestroff plasuje się na 814. miejscu pod względem liczby ludności, natomiast pod względem powierzchni na miejscu 1112.).